# Rumunia na Halowych Mistrzostwach Świata w Lekkoatletyce 2010
Reprezentacja Rumunii podczas halowych mistrzostw świata 2010 liczyła 3 zawodników.

## Kobiety
- Bieg na 1500 m
  - Ancuța Bobocel

- Bieg na 3000 m
  - Ancuța Bobocel

- Trójskok
  - Adelina Gravila

- Pchnięcie kulą
  - Anca Heltne